# Ernst Wilczok
Ernst Wilczok (* 30. August 1922 in Bottrop; † 4. März 1988 in Essen) war ein deutscher Kommunalpolitiker, Oberbürgermeister der Stadt Bottrop und Landtagsabgeordneter der SPD.

## Ausbildung und Beruf
Ernst Wilczok besuchte die Volksschule sowie die Handelsschule und erlangte 1938 die Mittlere Reife. Im Anschluss absolvierte er eine kaufmännische Lehre und legte 1941 die Kaufmannsgehilfenprüfung ab. Danach arbeitete er, unterbrochen durch Kriegsdienst und Gefangenschaft von 1941 bis 1945, bis 1951 als kaufmännischer Angestellter der Rheinstahl AG in Bottrop. Von 1951 bis 1972 wirkte er als Bergwerksdirektor im Vorstand der Rheinpreußen AG in Homberg. 1945 wurde er Mitglied der Industriegewerkschaft Bergbau.

## Politik
Wilczok trat 1948 in die SPD ein. Er war von 1954 bis 1958 Vorsitzender des SPD-Stadtverbandes Bottrop sowie Vorsitzender des Unterbezirks Bottrop von 1976 bis 1982. Von 1948 bis 1988 war er Ratsherr der Stadt Bottrop. Er war von 1949 bis 1961, von 1964 bis 1974 und von 1976 bis 1988 Oberbürgermeister der Stadt Bottrop. Von 1961 bis 1964 stand er der SPD-Fraktion im Bottroper Stadtrat vor.
Wilczok war vom 26. Juli 1970 bis zum 29. Mai 1985 direkt gewähltes Mitglied des 7., 8. und 9. Landtages von Nordrhein-Westfalen für den Wahlkreis Bottrop (Wahlkreis 98 bzw. 90).
Wilczok engagierte sich sehr für den Erhalt seiner Heimatstadt Bottrop in der Zeit der Neugliederung des Ruhrgebietes. Es gelang ihm im Vorfeld, eine Eingemeindung Bottrops nach Essen zu verhindern. Als im Januar 1975 das Ziel erreicht war, nämlich der Zusammenschluss von Bottrop mit Gladbeck und Kirchhellen (Glabotki), wurde er von seiner Partei nicht wieder zum Oberbürgermeisterkandidaten bestimmt. In der entscheidenden Abstimmung unterlag er bei einer außerordentlichen Delegiertenversammlung der Bottroper SPD am 10. Mai 1975 seinem Gegenkandidaten Theo Knorr mit 116 zu 106 Stimmen. Auch bei der Wahl zum Vorsitzenden des neuen SPD-Unterbezirks Bottrop im Juli 1975 unterlag er, diesmal deutlich. Als jedoch der Verfassungsgerichtshof die Selbständigkeit Gladbecks verfügte, wurde Wilczok reaktiviert. Er verhinderte eine Eingemeindung nach Essen oder Oberhausen und erreichte, dass Bottrop zusammen mit dem Großteil von Kirchhellen am 1. Juli 1976 kreisfrei blieb.

## Mitgliedschaften
Von 1951 bis 1961 war er Mitglied des Landesvorstandes des Städtetages Nordrhein-Westfalen. 1972 bis 1974 war er Vorsitzender des Städtetages Nordrhein-Westfalen und 1974/75 Mitglied des Präsidiums des Deutschen Städtetages. Er war Mitglied der Landschaftsversammlung des Landschaftsverbandes Westfalen-Lippe von 1956 bis 1961 und Mitglied der Verbandsversammlung SVR (Siedlungsverband Ruhrkohlenbezirk) von 1970 bis 1979. Außerdem ab 1979 Mitglied der Verbandsversammlung KVR (Kommunalverband Ruhrgebiet).

## Ehrungen
Nach ihm ist der Bottroper Rathausplatz, der Ernst-Wilczok-Platz, benannt.